# Черепаново
Черепаново — місто (з 1925) в Росії, адміністративний центр Черепановського району Новосибірської області. Місто розташоване за 109 км від Новосибірська.

## Історія
Виникло у 1912 році на місці зимівель переселенців. Залізничну станцію відкрито в 1915. До 1921 — селище Свободний. З 1921 року — Черепаново, центр Черепановського повіту. Статус міста отримало в 1925.

## Економіка
У місті працюють такі промислові підприємства:
- Завод «Черепановскферммаш»
- Черепановський завод будівельних матеріалів
- Черепановські електромережі
- Черепановський м'ясокомбінат
- Швейна фабрика
- ТОВ «Черепановські пиввинкомбінат»
- СПК «Зоря»
- ТОВ «КАЗСІБ» (Завод з виробництва ДСП)
- ТОВ «Філі» (виробництво поліпропіленових мішків)

## Культура, пам'ятки
У місті працює історико-краєзнавчий музей, в східній частині міста діє храм Симеона Верхотурського.

## Відомі особистості
- Мінх Ірина Едвіновна — олімпійська чемпіонка з баскетболу[4].
- Маматов Віктор Федорович — радянський біатлоніст, дворазовий олімпійський чемпіон, чотириразовий чемпіон світу, прапороносець олімпійської команди СРСР на зимовій Олімпіаді 1968 року в Греноблі.
- Тропніков Олександр Анатолійович — біатлоніст, чемпіон світу, заслужений майстер спорту СРСР.

## Населення
| 1931    | 1959    | 1967    | 1970    | 1979    | 1989    | 1992    |
| ------- | ------- | ------- | ------- | ------- | ------- | ------- |
| 9700    | ↗21 225 | ↘20 000 | ↗21 067 | ↘20 974 | ↗22 116 | ↗22 300 |
| 1996    | 1998    | 2000    | 2001    | 2002    | 2003    | 2005    |
| ↗22 800 | ↗23 100 | ↘22 900 | →22 900 | ↘20 496 | ↗20 500 | ↘20 200 |
| 2006    | 2007    | 2008    | 2009    | 2010    | 2011    | 2012    |
| ↘20 100 | ↘19 845 | ↘19 700 | ↘19 436 | ↘19 300 | ↗19 800 | ↘19 614 |
| 2013    | 2014    | 2015    | 2016    | 2017    |         |         |
| ↘19 536 | ↘19 521 | ↗19 522 | ↗19 570 | ↗19 612 |         |         |